# Коробков Олександр Андрійович
Коробков Олександр Андрійович (нар. 20 червня 1897, Петровськ, Саратовська губернія, Російська імперія – пом. 22 липня 1941, Москва СРСР) – радянський воєначальник, генерал-майор (1940). Репресований.

## Біографія
Народився у заможній селянській сім'ї. З 1915 року служив у Російській імператорській армії. У 1916 році закінчив Оренбурзьку школу прапорщиків, після служби у запасному полку в 1917 році був направлений на фронт Першої світової війни. Брав участь у боях, дослужився до підпоручика.
З 1918 – у Червоній армії, командир роти у Петровському революційному загоні. Учасник громадянської війни в Росії.
В 1922 році закінчив Військову Академію РСЧА імені Фрунзе. Після закінчення академії командував ротою і стрілецьким полком, був військовим керівником Харківського і Саратовського університетів. З вересня 1928 року — начальник штабу 95-ї стрілецької дивізії Українського військового округу, з 1932 року — помічник інспектора піхоти РСЧА. З листопада 1936 року — командир 100-ї стрілецької дивізії Київського військового округу. З лютого 1939 року — виконувач обов'язків, а з травня 1939 року — командир 16-го стрілецького корпусу Білоруського особливого військового округу.
17 січня 1941 року генерал-майор Коробков був призначений командувачем 4-ї армії Західного особливого військового округу. На цій посаді він і зустрів початок війни. Колишній начальник штабу 4-ї армії Л. М. Сандалов згадував про командарма: «Новий командарм педантично виконував волю командувача округом по розміщенню військ. Своєї точки зору на цей предмет він або не мав, або ретельно приховував». [Архівовано 8 липня 2020 у Wayback Machine.]
22 червня 1941 року, бойові порядки 4-ї армії атакували танки і мотопіхота 2-ї танкової групи Гудеріана та 2-ї польової армії Вейхса. Вже о 07:00, німці захопили Брест і оточили в Брестській фортеці підрозділи 6-ї та 42-ї стрілецьких дивізій, які перед війною не були виведені з фортеці. 23 червня війська Гудеріана розгромили 14-й механізований корпус генерала Оборіна і рушили на Барановичі і Мінськ. Генерал Коробков втратив управління військами, було втрачено всі танки і артилерію, армія як єдине ціле перестала існувати. Але Коробкову вдалося вивести залишки 4-ї армії з оточення і з'єднатися з основними силами Західного фронту.
2 липня 1941 року залишки 4-ї армії було передано в оперативне підпорядкування 21-й армії. 8 липня генерал-майор Коробков був звільнений з посади командарма і викликаний у штаб фронту, де 9 липня він й був заарештований.
22 липня 1941 року Воєнна колегія Верховного суду СРСР засудила генералів Павлова, Климовських, Григор'єва і Коробкова — до розстрілу. Вирок було виконано у той же день. 
31 липня 1957 року Коробков Олександр Андрійович був посмертно реабілітований.

## Військові звання
- Комбриг (17 січня 1936);
- Комдив (23 вересня 1939);
- Генерал-майор (4 червня 1940).

## Нагороди
- Орден Червоного Прапора (22 лютого 1941);
- Медаль «XX років РСЧА».